# Flint (Michigan)
Pour les articles homonymes, voir Flint.
Flint est une ville du comté de Genesee, dans l’État du Michigan, aux États-Unis. Avec une population d'environ 80 628 habitants, c'est la quatrième plus grande ville de l’État, et (en 2020) la ville la plus pauvre du pays, 45 % des habitants vivant sous le seuil de pauvreté. C'est également une des villes les plus criminogènes du pays (la plus criminogène parmi les villes de plus de 100 000 habitants avec 26 crimes pour 1 000 habitants devant Saint-Louis, Détroit et Memphis) 
Flint est le siège du comté de Genesee.

## Histoire

### Fondation (1819)
Jacob Smith, un commerçant en fourrures aux relations cordiales avec les Indiens Ojibwas et le gouvernement territorial fondèrent un comptoir commercial à Flint en 1819. À plusieurs reprises, Smith négocia la terre achetée aux Ojibwas au nom du gouvernement des États-Unis, et fut admiré des deux côtés. Smith répartit plusieurs de ses possessions entre ses enfants. 

### Centre industriel (deuxième moitié duXIXesiècleaux années 1980)
Dans la dernière moitié du XIXe siècle, Flint devint un centre industriel pour le bois de charpente, et dans la première moitié du XXe siècle la ville se développa grâce à l’industrie automobile. En 1904, Billy Durant acheta Buick Motor Company, qui devint le principal constructeur automobile en 1908. En 1911, Durant et Louis Chevrolet fondèrent la General Motors à Flint. En 1936 et 1937, la ville est touchée par une grève sur le tas. 
En 1953, la seconde tornade la plus mortelle dans la banlieue de Beecher, fait 115 morts et 844 blessés. 

### Désindustrialisation et pollution (depuis années 1980)
Flint est une ville polluée, et sinistrée depuis la fermeture brutale des usines de General Motors, qui employaient 30 000 personnes dans les années 1980. Cette période difficile fait l'objet du documentaire Roger et moi de Michael Moore, originaire de la ville. Flint a depuis perdu 25 000 habitants. En 2012, le FBI en fait la ville la plus dangereuse des États-Unis, avec une chance sur 37 d'être victime d'un acte de violence.
Pour survivre à la crise économique, Flint a fait le choix de réduire sa surface bâtie, afin de se densifier,.

## Pollution et santé
Flint est une ville victime de lourdes séquelles de l'industrie automobile et de l'industrie lourde. 
En 2016, une crise sanitaire a justifié la déclaration de l'état d'urgence sanitaire par le gouverneur en raison d'un taux très anormalement élevé de plomb dans l'eau potable.
En avril 2014, pour économiser le coût d'importation d'eau potabilisée à partir du lac Huron, la municipalité de Flint, confrontée à une récession financière chronique, a décidé d'utiliser la rivière qui traverse la ville pour produire son eau potable. Le taux de plomb de l'eau distribuée aux robinets s'est en réalité avéré être bien trop élevé, même après le processus de potabilisation. Dès l'arrivée de la nouvelle eau, des résidents se sont plaints de son odeur et de son apparence. Pourtant en 2015, la ville continuait à assurer à ses résidents que l'eau était sûre pour la boisson. Un problème similaire avait concerné Washington, DC, (de 2000 à 2003), mais la leçon ne semble pas avoir été retenue.
Des analyses d'eau faites par les autorités de Flint et des agences extérieures ont finalement mis en évidence des taux de plomb très au-dessus des normes (parfois plus de 10 voire plusieurs centaines de fois le seuil recommandé par l'Agence de protection de l'environnement (EPA). Dès septembre 2015 une étude montrait en outre que le taux d'enfants de Flint victimes de saturnisme infantile avait doublé depuis le changement d'eau, ce qui a conduit la municipalité à finalement réimporter de l'eau du lac Huron (à partir d'octobre 2015, mais fin 2016 l'eau du robinet dans dix pour cent des maisons de Flint présentait encore des taux de plomb de 12 parties par milliard ou plus dans leur eau (trois fois le niveau observé à Detroit, autre ville industrielle en crise). On sait que les dégâts cérébraux du plomb sont en grande partie irréversibles quand l'enfant a été contaminé in utero ou très jeune. De plus, outre des déficiences cognitives, et un comportement plus souvent violent et antisocial qui affecte le QI et le niveau de scolarité, ceux des enfants qui n'en sont pas morts risquent de connaitre des problèmes rénaux et du foie.
En 2017, la presse américaine a attiré l'attention sur les séquelles de cet épisode, qui pourront durer des décennies. Une étude (2017) qui a comparé la chute du taux de natalité dans les foyers desservis par cette eau, par rapport à celui des foyers desservis par une eau moins polluée. Selon ce travail la natalité a brutalement chuté de 10 % dans le district de Flint desservi par l'eau contenant du plomb et le taux de mort fœtale déclarée a augmenté de 58 %. Ce sont 198 à 276 enfants qui ne sont pas nés entre novembre 2013 et mars 2015 en raison d'une mortalité fœtale et d'un taux de fausses couches très anormalement élevé. Les auteurs estiment en outre que ces chiffres sous-estiment la gravité du problème car ils n'incluaient pas les fausses couches survenues avant 20 semaines de gestation, et car ils ne proviennent que des hôpitaux qui signalent ces événements.
L'exposition au plomb est source de délétion de la spermatogenèse (le plomb est reprotoxique), mais aussi de saturnisme, de déficience intellectuelle, de comportements violents ; l'exposition à ce métal lourd neurotoxique est particulièrement dangereuse pour les jeunes enfants, les femmes enceintes et celles qui souhaitent avoir un enfant dans les 10 à 20 ans suivants. Il est à craindre que de nombreux enfants qui ont pu naître soient victimes de retards mentaux et de troubles du comportement induits par l'exposition in utero ou dans leur prime-enfance au plomb.

## Démographie
| Groupe                           | Flint | Michigan | États-Unis |
| -------------------------------- | ----- | -------- | ---------- |
| Afro-Américains                  | 56,6  | 14,2     | 12,6       |
| Blancs                           | 37,4  | 79,0     | 72,4       |
| Métis                            | 3,9   | 2,3      | 2,9        |
| Autres                           | 1,2   | 1,5      | 6,4        |
| Asiatiques                       | 0,5   | 2,4      | 4,8        |
| Amérindiens                      | 0,5   | 0,6      | 0,9        |
| Total                            | 100   | 100      | 100        |
|                                  |       |          |            |
| Hispaniques et Latino-Américains | 3,9   | 4,4      | 16,7       |

Selon l’American Community Survey, pour la période 2011-2015, 96,89 % de la population âgée de plus de 5 ans déclare parler l'anglais à la maison, 1,60 % l'espagnol et 1,52 % une autre langue.

## Universités
- Baker College (gestion et sciences médicales),
- Université Kettering (sciences et techniques),
- et l'un des trois campus de l'université du Michigan, les autres étant installés à Ann Arbor et Dearborn).

## Transports
Flint possède un aéroport (Bishop International Airport, code AITA : FNT).

## Jumelages
- Changchun (Chine)
- Hamilton (Canada)
- Togliatti (Russie)
- Châteauguay (Canada)

### Association
- Kielce (Pologne)